# 3084 Kondratyuk
3084 Kondratyuk је астероид главног астероидног појаса са средњом удаљеношћу од Сунца која износи 2,437 астрономских јединица (АЈ).
Апсолутна магнитуда астероида је 13,2.